# Nogometni klub Perkovci
Il Nogometni klub Perkovci (club calcistico Perkovci), conosciuto semplicemente come Perkovci, è una squadra di calcio di Stari Perkovci, un paesino nel comune di Vrpolje, nella regione di Brod e della Posavina in Croazia.

## Storia
Il club viene fondato nel 1950 come NK Slavonac Perkovci.
Per la maggior parte della sua storia il club si è chiamato Slavonac (accento sulla "o"), che significa "abitante della Slavonia". 
Milita sempre nei campionati minori; la svolta avviene nel 2005 quando viene sponsorizzato dalla Croatia osiguranje, allora la più importante compagnia assicuratrice della Croazia, e grazie ad essa ottiene 3 promozioni consecutive che portano il club (che ha cambiato il nome in NK Slavonac CO, ove "CO" sta appunto per "Croatia osiguranje") tra i professionisti in Druga HNL. Nella Treća liga 2006–07 si piazza al primo posto in coabitazione con il Suhopolje e, vista la parità negli scontri diretti, si rende uno spareggio in campo neutro a Belišće dove lo Slavonac vince 1–0 (rete di Nebojša Rivis) e conquista la promozione.
Nella prima stagione in Druga liga, viaggia nella parte bassa della classifica, tanto da sostituire Đuro Petrinec (l'allenatore delle promozioni) con Branko Karačić, comunque alla fine si piazza al sesto posto garantendosi la salvezza. Nella seconda stagione fra i "cadetti" parte alla grande piazzandosi al primo posto dopo il girone d'andata. Conclude il campionato al quarto posto che garantisce la promozione in Prva HNL. Il club ottiene la licenza per la massima divisione, ma la sua proposta di spostare la sede a Slavonski Brod e di ribattezzarsi NK Brod non ottiene il consenso del governo locale e quindi deve rinunciare alla promozione; a causa di ciò, il 5 giugno 2009, la federazione croata retrocede lo Slavonac nel campionato regionale (quinta divisione).
Nel 2010, in 1. ŽNL Brodsko-posavska, si ritira durante la pausa invernale e viene retrocesso dalla federazione regionale nell'ultima categoria disponibile (3. ŽNL Brodsko-posavska)., la settima divisione.
Nel 2014 la Croatia osiguranje, acquistata dalla Adris grupa, abbandona la sponsorizzazione del club che cambia il nome in NK Perkovci.

## Cronistoria

### Palmarès
Treća HNL
- 1998 (Est), 2007 (Est)

1. ŽNL Brodsko-posavska
- 1997, 2006

## Strutture

### Stadio
Il Perkovci disputa le partite casalinghe al Igralište Dobrevo (parco giochi Dobrevo), un impianto da 1000 posti.